# Twin Ring Motegi

Twin Ring Motegi

Twin Ring Motegi är en racingbana i Motegi i Japan. Namnet kommer av att det finns två banor på anläggningen, en 2493 meter lång ovalbana och en 4,8 kilometer lång traditionell bana. Anläggningen byggdes 1997 av Honda som en del av företagets satsning på att sprida IndyCar-racing till Japan samt som en testanläggning för sin egen utveckling av tävlingsfordon. Japans GP för MotoGP och supportklasser körs på Motegibanan.